# 巴莱 (马耶讷省)
巴莱（法語：Ballée，法語發音：[bale]）是法国马耶讷省的一个旧市镇，属于贡捷堡区。2017年1月1日，巴莱和相邻的埃皮讷勒瑟甘合并为新市镇瓦勒迪曼恩（Val-du-Maine），巴莱为政府驻地。

## 地理
巴莱（47°55'57"N, 0°24'58"W）面积14.19 平方千米，位于法国卢瓦尔河地区大区马耶讷省，该省份为法国西北部内陆省份，北起芒什省和奧恩省，西接伊勒-维莱讷省，南至曼恩-卢瓦尔省，东临萨尔特省。
与巴莱接壤的市镇（或旧市镇、城区）包括：谢姆雷勒鲁瓦、博蒙皮耶德伯夫、埃皮讷勒瑟甘、普雷欧、索尔日、欧韦尔勒阿蒙。

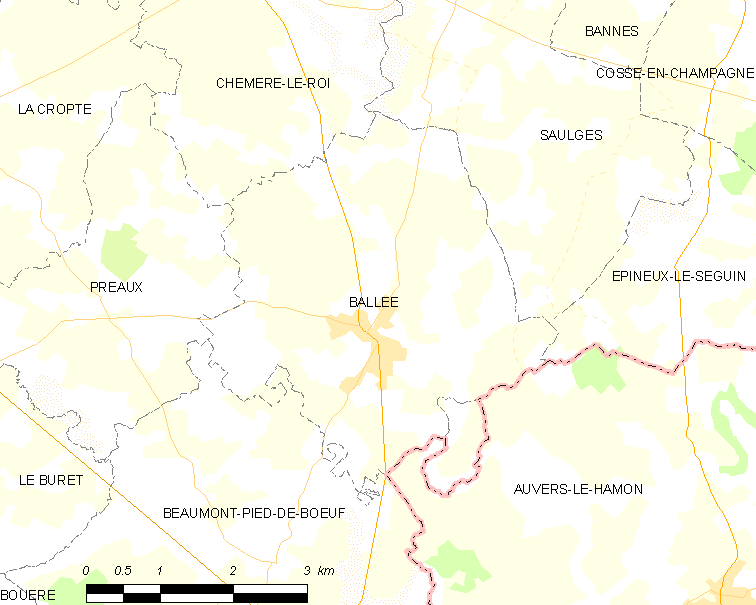
的OSM定位图

巴莱的时区为UTC+01:00、UTC+02:00（夏令时）。

## 行政
巴莱的邮政编码为53340，INSEE市镇编码为53017。

## 政治
巴莱所属的省级选区为梅莱迪迈讷县。

## 人口

1962-2008年间人口变化图示

巴莱于2018年1月1日时的人口数量为687人。